# Amt Bischofsheim
Das (Ober-)Amt Bischofsheim war ein Amt der Grafen von Wertheim und des Hochstifts Würzburg mit dem namengebenden Ort Bischofsheim in der Rhön.

## Funktion
In der Frühen Neuzeit bildeten Ämter eine Ebene zwischen den Gemeinden und der Landesherrschaft. Die Funktionen von Verwaltung und Rechtsprechung waren nicht getrennt. Dem Amt stand ein Amtmann vor, der von der Landesherrschaft eingesetzt wurde. Das Amt Bischofsheim wurde im 18. Jahrhundert als Oberamt bezeichnet. Dies war lediglich eine Bezeichnung; eine Überordnung über andere Ämter war damit nicht verbunden. Es war gleichzeitig Zentamt, also Hochgerichtsbezirk.

## Geschichte
Das Gebiet um Bischofsheim war seit fränkischer Zeit im Besitz des Hochstiftes. Kern der würzburgischen Machtausübung im Gebiet war die Burg Bischofsheim, die nicht mehr besteht. Aus dieser und deren Zubehör entstand im Rahmen der Territorialisierung das Amt Bischofsheim.
Konrad III. von Trimberg schenkte 1279 Herrschaft und Burg Trimberg dem Hochstift Würzburg und ging in ein Kloster. Sein Sohn, Konrad IV. von Trimberg war damit nicht einverstanden und forderte Schloss und Amt zurück. In einem Rezess im Jahr 1292 vereinbarte er mit dem Hochstift Würzburg, dass er seinen Antrag zurückzog und als Ausgleich dafür das Amt Bischofsheim mit dem Kammerforst erhielt. 1376 starb der Zweig der Familie von Trimberg mit Konrad II. aus und das Amt fiel als erledigtes Lehen an das Hochstift Würzburg zurück.
1681 kam auch Burgwallbach zum Hochstift Würzburg und zum Amt Bischofsheim. Burgwallbach war im Besitz der von Bibra. Nach dem Tode Heinrichs von Bibra zog Würzburg das 1602 das Lehen ein, weil die erbberechtigte Linie der Freiherren von Bibra zu Irmelshausen evangelisch war. Nach einem langwierigen Prozess sprach das Reichskammergericht 1681 den Besitz den Nachfahren von Bibras zu.
In einem Vergleich wurde Würzburg Burgwallbach überlassen. Als Entschädigung bekamen die Bibras das Gut Brennhausen im Grabfeld.
Die Statistik des Hochstiftes Würzburg von 1699 nennt 935 Untertanen in 1 Stadt und 14 Dörfern. Als jährliche Einnahmen des Hochstiftes aus dem Amt wurden abgeführt: Schatzung: 143 Reichstaler, 16 1/4 Batzen, Akzise und Ungeld: 477 fl und Rauchpfund: 905 Pfund.
Nach dem Übergang an Kurpfalz-Bayern 1802 wurde das Amt aufgelöst und die Orte dem Landgericht Bischofsheim zugeordnet.

## Umfang
Das Amt Bischofsheim bestand am Ende des HRR aus der Stadt Bischofsheim und den Orten Burgwallbach, Frankenheim, Haselbach, Kilianshof, Oberbach, Oberweißenbrunn, Reußendorf, Rothenrain, Schönau, Sondernau, Unterweißenbrunn, Wegfurt, Weisbach und Wildflecken. Historisch wurden als Amtsorte gezählt: Sorg (Wüstung bei Haselbach), Rotes Moor (Wüstung), Heiligenkreuz (Wirtshaus) und der Silberhof.

## Zentrgericht
Die Cent umfasste die Amtsorte außer Burgwallbach, Kilianshof, Reußendorf und Weisbach.
Das Zentgericht wurde in bürgerlichen Sachen im Rathaus und in Strafsachen außerhalb der Stadt vor dem Oberen Tor an dem Schöpenstuhl gehalten. Als Flurname weist Die Cent, westlich der Stadt, auf diesen Gerichtsplatz hin. Im Stadtteil, der Stock oder das Stöckle genannt wird, befand sich das Gefängnis. Am Rathaus befand sich der sogenannte Nerbenstein, der Pranger. Der Galgen befand sich an der Straße nach Franckenheim. Die Stelle ist heute durch zwei große Vogelbeerbäume bezeichnet.

## Amtshaus

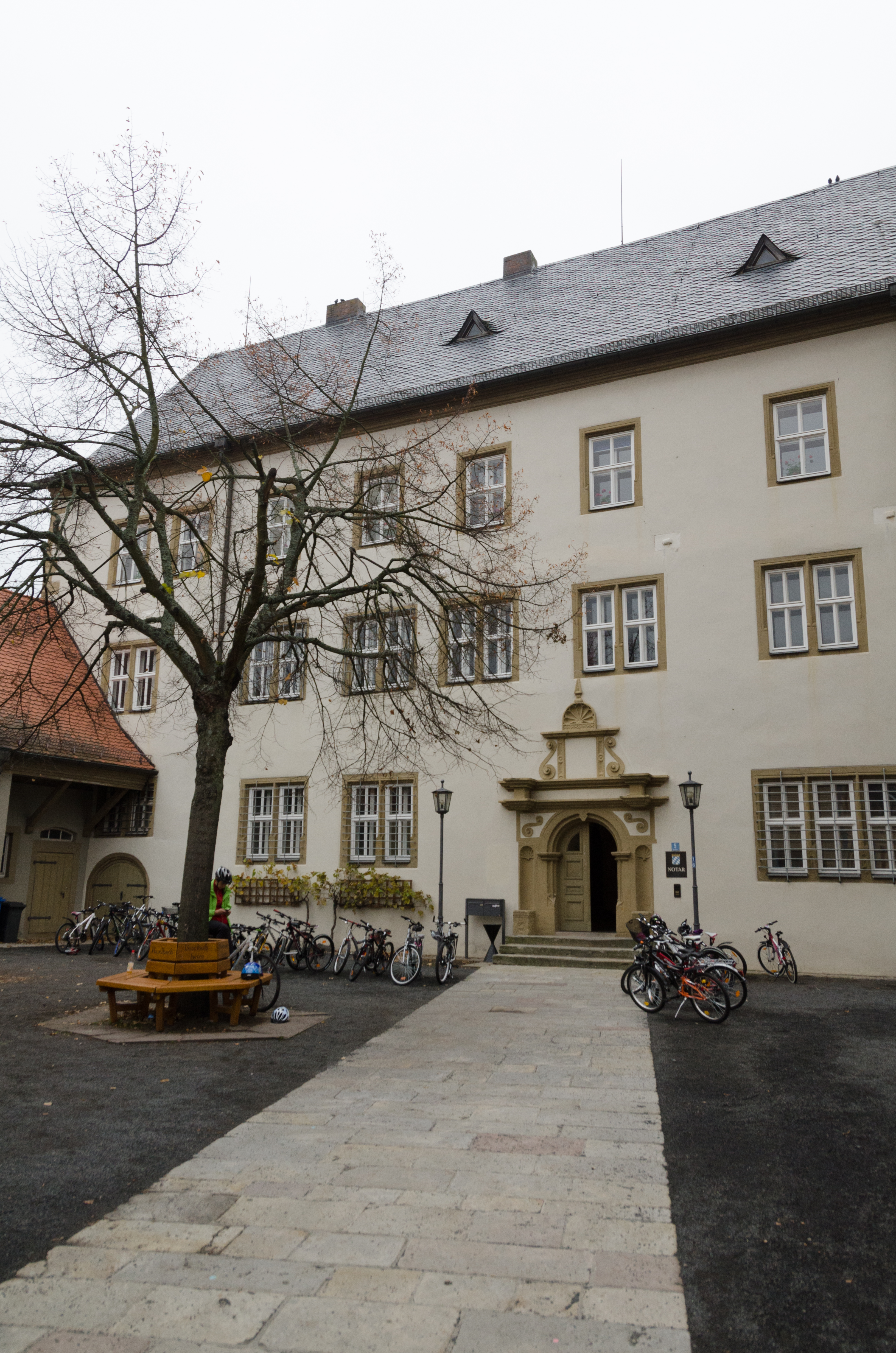
Amtshaus

1611 wurde das würzburgische Amtshaus (heutige Adresse: Kirchplatz 5) anstelle der Burg erbaut. Es handelt sich um einen dreigeschossigen massiven Putzbau mit Eckquaderungen und Satteldach und polygonalemTreppenturm sowie einem Renaissanceportal. Das Amtshaus war Sitz der Amtmänner und später Oberamtmänner. Später wurde es durch das Landgericht Bischofsheim und danach durch das Amtsgericht Bischofsheim an der Rhön genutzt. Es steht als Baudenkmal unter Denkmalschutz.	